# Bézu-Saint-Germain
Bézu-Saint-Germain es una comuna francesa, situada en el departamento de Aisne, de la región de Alta Francia.

## Demografía
| 321 | 326 | 275 | 325 | 413 | 477 | 686 | 1 084 |
| Para los censos de 1962 a 1999 la población legal corresponde a la población sin duplicidades (Fuente: INSEE [Consultar]) |     |     |     |     |     |     |       |